# Кляйнерт, Хаген
Хаген Михаэль Кляйнерт, (15 июня 1941, Фестенберг (ныне Твардогура), Польша) — физик-теоретик, профессор Свободного университета Берлина, почётный член Международной Академии Творчества (с 2001), лауреат премии им. Макса Борна (2008).
Автор более 370 статей по математической физике, физике элементарных частиц, ядерной физике, физике конденсированных сред, жидких кристаллов, биомембран, микроэмульсий, полимеров, а также теории финансового маркетинга. Написал нескольких монографий по теоретической физике, наиболее известная из которых — «Континуальные интегралы в квантовой механике, статистике, физике полимеров и финансовом маркетинге».

## Образование и ранняя деятельность
Кляйнерт изучал физику в Ганноверском техническом университете с 1960 по 1963, затем — в различных университетах США. В 1967 получил учёную степень доктора философии в
университете Колорадо. С 1969 — профессор Свободного университета Берлина. В качестве приглашённого учёного продолжительное время работал в Европейском центре ядерных исследований (Женева), во многих американских университетах: в Беркли, Санта-Барбаре, Сан-Диего, Санта-Круз, в Национальной лаборатории Лос-Аламоса. В 1972, во время визита Кляйнерта в Калтех, состоялась его первая встреча с Ричардом Фейнманом. Тогда Фейнман привлёк внимание Кляйнерта к вопросу о применении предложенных им интегралов по путям для вычислений в квантовой механике, и в частности для решения простейшей квантово-механической задачи об атоме водорода. Позже эта задача была полностью решена Кляйнертом совместно с Дуру (I.H. Duru),
а интерес к фейнмановским интегралам сохранился у Кляйнерта до сих пор.
Совместная с Фейнманом работа Кляйнерта
положила начало так называемой вариационной теории возмущений, в настоящее время позволяющей с высокой точностью вычислять критические индексы наблюдаемых вблизи точки фазового перехода 2-го рода
(для сверхтекучего гелия их экспериментальные значения были получены в работе).

## Научные интересы
Кляйнерт — автор двухтомной монографии «Калибровочные поля в физике конденсированных сред». Построил полевую теорию фазовых переходов, в которой статистические флуктуации вихрей и дефектов описываются как элементарные возбуждения полей посредством фейнмановских диаграмм. Фактически, эти поля соответствуют некоторым пространственным распределениям нового параметра — параметра беспорядка — дуального к параметру порядка, введённому Л. Д. Ландау в его теории фазовых переходов.
Следствием этой теории для сверхпроводимости явилось предсказанное Кляйнертом в 1982 существование критической точки на фазовой кривой, ниже которой появляется граница разделяющая фазы сверхпроводников первого и второго рода.
В 2002 это предсказание было подтверждено с помощью компьютерных вычислений методом Монте-Карло.
- Развитые Кляйнертом теории коллективных квантовых полей[12] и адронизации кварков[13] являются прототипами многих современных направлений в физике элементарных частиц, атомного ядра и конденсированных сред.

- В 1973 он показал[14], как возникает алгебра полюсов Редже (см. стр. 232[15] статьи[16]), в квантово-полевых моделях кварков.

- В 1978 выдвинул идею о существовании нарушенной суперсимметрии в атомных ядрах[17], которая в настоящее время получила экспериментальное подтверждение[18].

- В 1981 Кляйнерт совместно с Маки нашёл икосаэдральную структуру фазы в квазикристаллах[19].

- В 1986 независимо от Полякова предложил струну с жёсткостью[20] в релятивистской теории струн . В отличие от струны Намбу-Гото, струна Полякова-Клянерта[21] имеет конечную толщину, что соответствует более реалистичному представлению о взаимодействии кварков.

- В 1999 совместно с Червяковым показал, что принцип репараметризационной инвариантности континуальных интегралов, вычисляемых по теории возмущений, приводит к однозначному выбору регуляризации фейнмановских интегралов от произведений обобщённых функций[22], что обеспечивает эквивалентность фейнмановского подхода уравнению Шрёдингера в квантовой механике.

В качестве теории, альтернативной теории струн Кляйнерт использовал тесную аналогию между неэвклидовой геометрией и геометрией кристаллов, имеющих дефекты, для построения модели вселенной, получившей название
мировой кристалл или кристалл Планка-Кляйнерта, которая на расстояниях порядка планковской длины приводит к совершенно отличной от теории струн физике. В этой модели материя порождает дефекты в пространстве-времени, которые генерируют кривизну и все эффекты общей теории относительности. Теория Кляйнерта вдохновила итальянскую артистку Лауру Пече на создание серии стеклянных скульптур, названную «Мировой кристалл».

## Общественная работа
Кляйнерт — ведущий член Международного проекта повышения квалификации молодых учёных по программе Релятивистская астрофизика (IRAP Project), который является частью интернациональной сети по астрофизике (ICRANet). Он принимает участие в проекте Европейского научного фонда Космология в лаборатории (COSLAB).

## Монографии
- Gauge Fields in Condensed Matter, Vol. I, « SUPERFLOW AND VORTEX LINES», pp. 1-742, Vol. II, «STRESSES AND DEFECTS», pp. 743—1456, World Scientific (Singapore, 1989); Paperback ISBN 9971-5-0210-0 (доступно онлайн: Том I[25] и Том II[26])

- Critical Properties of φ4-Theories, World Scientific (Singapore, 2001); Paperback ISBN 981-02-4658-7 (частично доступно онлайн[27])

- Path Integrals in Quantum Mechanics, Statistics, Polymer Physics, and Financial Markets, 5th edition, World Scientific (Singapore, 2006) (доступно онлайн[28])

- Multivalued Fields in in Condensed Matter, Electrodynamics, and Gravitation, World Scientific (Singapore, 2008) (доступно онлайн[29])

- Proceedings of the Eleventh Marcel Grossmann Meeting on General Relativity[30], World Scientific (Singapore, 2008) (with R.T. Jantzen)

- Particles and Quantum Fields, World Scientific (Singapore, 2016)[31] (доступно онлайн)